# Verlengde minderjarigheid
Verlengde minderjarigheid was tot 1 juni 2014 een juridisch beschermingsstatuut in België. Het statuut werd ingevoerd in 1973 en was gelijk aan de Nederlandse wetgeving rondom handelingsonbekwaamheid voor personen met een verstandelijke beperking. Hierin werd het wettelijke kader beschreven voor de vaststelling van een uitgebleven ontwikkeling van verstand, gevoel en wil, die niet in staat waren zichzelf te leiden en hun goederen te beheren.
Verlengde minderjarigheid werd ingedeeld onder het bijzonder personenbeschermingsrecht. Sinds 2014 is het separate kader opgeheven en geïntegreerd in een algemeen beschermingsinstituut met bewind als basis.

## Basisprincipe
Als een persoon een aangeboren verstandelijke beperking had, kon het statuut van verlengde minderjarigheid worden aangevraagd. De verlengde minderjarigheid bevestigde op juridische wijze iemand die jonger was dan 15 jaar, zowel voor wat betreft het beheer van zijn goederen als wat betreft zijn persoon.
De verlengd-minderjarige bleef onder het gezag van zijn ouders zolang die leefden, en onder een voogd aangesteld door de vrederechter van de woonplaats van de minderjarige, ingeval de ouders kwamen te overlijden. Daden van beschikking en andere ingrijpende daden, zoals de aankoop van een woning en het aanvaarden van een schenking, konden alleen door zijn ouders worden gedaan en enkel met uitdrukkelijke toestemming van de vrederechter. 
De verlengde minderjarigheid was niet van toepassing op psychiatrische patiënten.

## Procedure
De verlengde minderjarigheid werd voor de minderjarigen aangevraagd door de ouders (vader en/of moeder, eventueel bijgestaan door een advocaat) en de Procureur des Konings. Voor de meerderjarigen kon het statuut worden aangevraagd door bloedverwanten (enkel de familie, niet aanverwanten) en de voogd van een onbekwaamverklaarde, al dan niet bijgestaan of vertegenwoordigd door een advocaat of de Procureur des Konings.
De aanvraag gebeurde aan de rechtbank van eerste aanleg van de woon- of verblijfplaats van de persoon die verlengd minderjarig werd verklaard. De persoon met de beperking werd bijgestaan door een advocaat. Er was een medisch attest vereist dat niet ouder was dan 15 dagen en waarin bevestigd werd dat het ging om een aangeboren beperking of beperking die in de vroege kinderjaren ontstaan was.

## Opheffing
De beschermde persoon of persoon die het verzoek indiende, kon bij dezelfde rechtbank vragen om opheffing van de verlengde minderjarigheid.